# امیل فورسبرگ
امیل پیتر فورسبرگ (سوئدی: Emil Forsberg؛ زادهٔ ۲۳ اکتبر ۱۹۹۱) امیل فورسبرگ به عنوان هافبک برای تیم خود بازی می‌کند و از پای راست خود به خوبی بهره می‌گیرد .
این بازیکن در حال حاضر با شماره 10 برای تیم فوتبال نیویورک رد بولز و همچنین تیم ملی کشور خود یعنی سوئد بازی می‌کند.
وی در سال ۲۰۱۴ به عنوان بهترین هافبک سال سوئد انتخاب شد.

## عملکرد باشگاهی

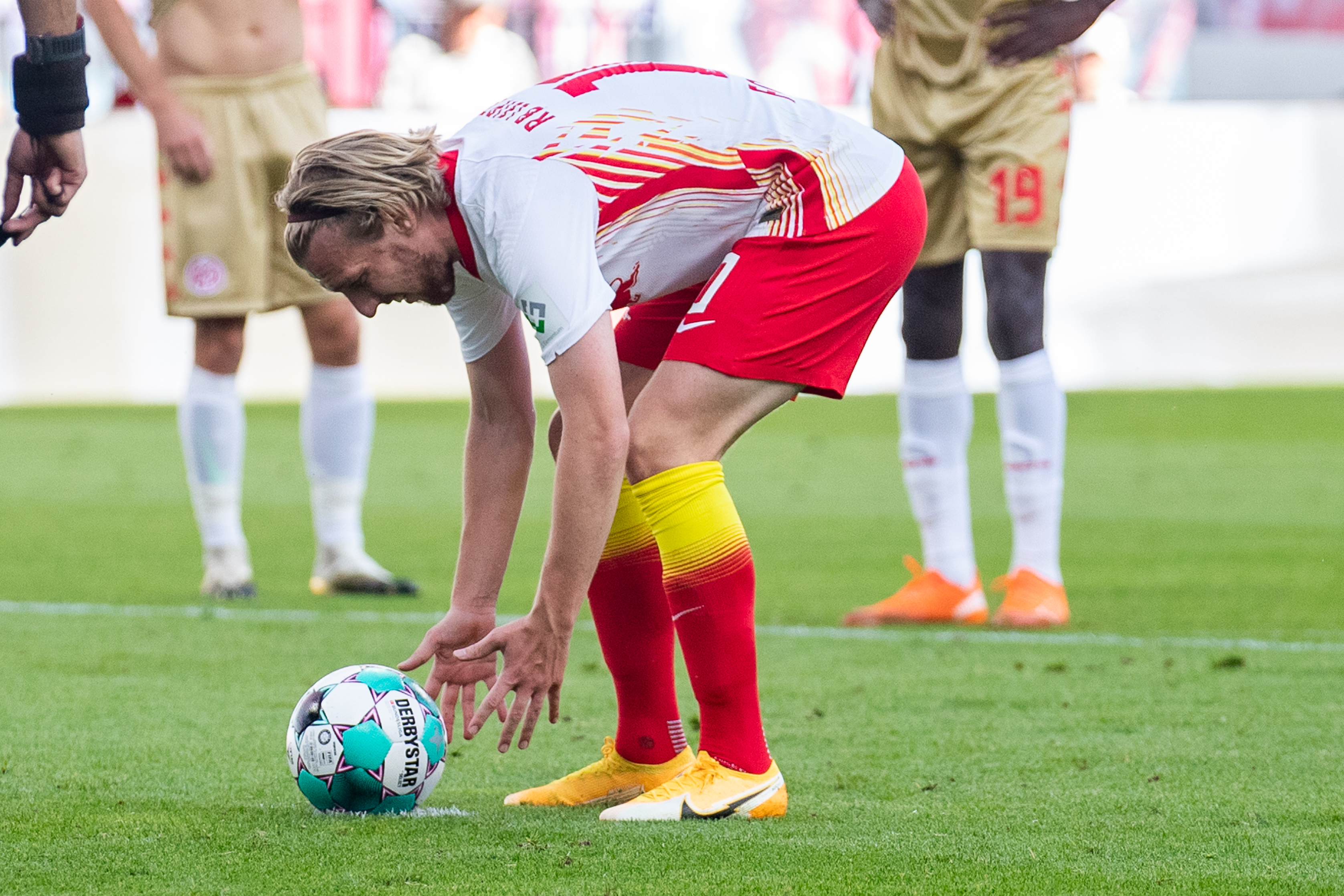
امیل پیتر فورسبرگ

### سونسوال
فورسبرگ متولد سونسوال، کار خود را با تیم شهر خود آغاز کرد و در سال ۲۰۰۹ وقتی این باشگاه در رده دوم فوتبال سوئد، سوپرتان بازی می‌کرد، به تیم اول تیم پیوست. وی در اولین فصل حضورش در سونسوال چندین مسابقه انجام داد. برای دومین فصل حضور خود در این باشگاه او در یازده بازی در سونسوال به‌طور بازیکن ثابت شده بود و ۳۰ مسابقه برای فصل ۲۰۱۰ بازی کرده بود. فورسبرگ در دومین فصل حضور خود در این باشگاه شروع به گل زدن کرد اما عملکرد خود را برای فصل ۲۰۱۱ افزایش داد وقتی که در ۲۷ بازی ۱۱ گل به ثمر رساند و سونسوال در اولین رده فوتبال سوئد ،لیگ برتر فوتبال سوئد قرار گرفت.
فورسبرگ برای نخستین فصل حضورش در لیگ اول ۲۱ بازی از ۳۰ مسابقه انجام داد و ۶ گل به ثمر رساند، اما سونسوال پس از از دست دادن بازی برگشت در مرحله پلی آف برابر هالمستاد، یک بار دیگر به سوپرتران منتقل شد.

### مالمو
در ۱۰ دسامبر ۲۰۱۲، فورسبرگ به عنوان بازیکن مالمو معرفی شد. وی هنگامی که پنجره نقل و انتقالات در سوئد باز شد، در تاریخ ۱ ژانویه ۲۰۱۳ به این باشگاه پیوست. فورسبرگ قراردادی چهار ساله را امضا کرد که تا پایان فصل ۲۰۱۶ ادامه داشت. اولین فصل حضور وی در این باشگاه موفقیت‌آمیز بود زیرا ۲۸ بازی از ۳۰ مسابقه انجام داد و ۵ گل برای این باشگاه به دست آورد تا عنوان قهرمانی لیگ را کسب کند. او همچنین در مرحله مقدماتی رقابت‌های لیگ قهرمانان اروپا یوفا در لیگ قهرمانان اروپا در سالهای ۲۰۱۳–۱۴ بازی‌های انجام شده و دو گل به ثمر رساند.
در طول سال موفقیت‌آمیز سال ۲۰۱۴ مالمو فورسبرگ ۲۹ بازی در لیگ انجام داد، ۱۴ گل به ثمر رساند و بدین ترتیب بخش مهمی در تیمی بود که از عنوان قهرمانی لیگ دفاع می‌کرد. او همچنین در مسابقات لیگ قهرمانان اروپا در لیگ قهرمانان اروپا ۱۵–۲۰۱۴ شرکت کرد که در آن مالمو صعود به مرحله گروهی را کسب کرد. به عنوان به رسمیت شناخته شدن از شاهکارهای فورسبرگ در طول فصل، او موفق به دریافت جایزه برای هافبک سال آلسونسکان شد. او همچنین برای هافبک سوئدی سال در فوتبولسگالان نامزد شد.

### لایپزیگ
در ژانویه سال ۲۰۱۵، فورسبرگ با قراردادی سه ساله و نیم ساله به تیم لایپزیگ در بوندس لیگا ۲ پیوست. در فوریه ۲۰۱۶، وی قرارداد خود را تا سال ۲۰۲۱ تمدید کرد. در طول فصل ۲۰۱۵–۱۶، فورسبرگ به عنوان بهترین بازیکن بوندس لیگا ۲ انتخاب شد.
در سه بازی فصل ۲۰۱۶–۱۷ بوندس لیگا فورسبرگ توسط کیکر به عنوان بازیکن بازی معرفی شد. در پایان فصل ۲۰۱۶–۱۷، فورسبرگ به عنوان بهترین پاسور در بوندس لیگا و ۵ لیگ برتر اروپا با ۲۲ پاس گل به پایان رسید و در تیم سال بوندس لیگا را در این فصل قرار گرفت. در تاریخ ۱۳ سپتامبر ۲۰۱۷، فورسبرگ در اولین دیدار خود مقابل موناکو، اولین گل لایپزیگ در لیگ قهرمانان اروپا را به ثمر رساند.

## عملکرد بین‌المللی

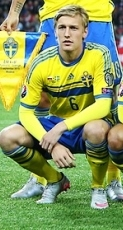
بازی روسیه-سوئد ۲۰۱۵

پس از بازی در تیم زیر ۱۹ سال سوئد، امیل فورسبرگ اولین بازی بین‌المللی بزرگسالان خود را برای تیم ملی سوئد در پیروزی ۲–۱ به سود مولداوی در ۱۷ ژانویه ۲۰۱۴ انجام داد. او اولین مسابقه رقابتی خود را در مرحله انتخابی یورو ۲۰۱۶ برابر لیختن اشتاین در ۱۲ اکتبر ۲۰۱۴ انجام داد. او اولین گل بین‌المللی خود برای سوئد را در بازی برگشت مرحله مقدماتی یورو ۲۰۱۶ برابر دانمارک به ثمر رساند و به سوئد کمک کرد تا دانمارکی‌ها را با نتیجه ۴ بر ۳ شکست دهد و به یورو ۲۰۱۶ صعود کند. فورسبرگ در هر سه بازی برای سوئد در یورو ۲۰۱۶ بازی کرد و سوئد در مرحله گروهی حذف شد.
در ماه مه ۲۰۱۸، او در تیم ملی ۲۳ نفره سوئد برای حضور در جام جهانی فیفا ۲۰۱۸ روسیه معرفی شد. در تاریخ ۳ ژوئیه ۲۰۱۸ در دور برگشت یک شانزدهم در تساوی بین سوئد و سوئیس، فورسبرگ گلزن سوئد شد تا آنها بعد از ۲۴ سال (سومی در جام جهانی ۱۹۹۴ آمریکا) به مرحله یک چهارم نهایی جام جهانی برسند.

## زندگی شخصی
امیل فورسبرگ پسر بازیکن سابق لیف فورسبرگ و نوه لنرت فورسبرگ است که در سونسوال نیز بازی کرده‌است. در ۱۷ ژوئیه ۲۰۱۶، فورسبرگ با شانگا حسین، که یک فوتبالیست است نیز ازدواج کرد. این زوج در لایپزیگ زندگی می‌کنند و اولین بار در سونسوال یکدیگر را ملاقات کردند. آنها صاحب یک سگ، راف هستند که یک گلدن رتریور است.
فورسبرگ، ریان بابل، وینگر هلندی را به عنوان بازیکنی که مورد تحسین وی قرار گرفته‌است، معرفی کرده‌است.

## افتخارات

### باشگاهی

#### مالمو
- لیگ برتر فوتبال سوئد:۲۰۱۴-۲۰۱۳
- سوپر جام فوتبال سوئد:۲۰۱۴-۲۰۱۳

### فردی
- هافبک سال لیگ برتر فوتبال سوئد:۲۰۱۴
- هافبک سال فوتبال سوئد:۲۰۱۶٬۲۰۱۷٬۲۰۱۹
- بهترین پاسور بوندس لیگا:۱۷–۲۰۱۶
- تیم منتخب فصل بوندس لیگا:۱۷–۲۰۱۶